# Castillo de Alfarp
El Castillo de Alfarb se encuentra en el centro de la población de dicho nombre, en la comarca de la Ribera Alta. El castillo data del siglo XII y se halla en la parte más alta de la población, frente al río Magro. Del que fuera el castillo de Alfarb sólo queda una sólida torre rectangular, en relativo buen estado, construida a base de argamasa y mampostería, rodeada y encajonada por viviendas particulares que la ocultan parcialmente.
Es bien de interés cultural con número de referencia R-I-51-0010659, anotado el 20 de septiembre de 2001.

## Descripción

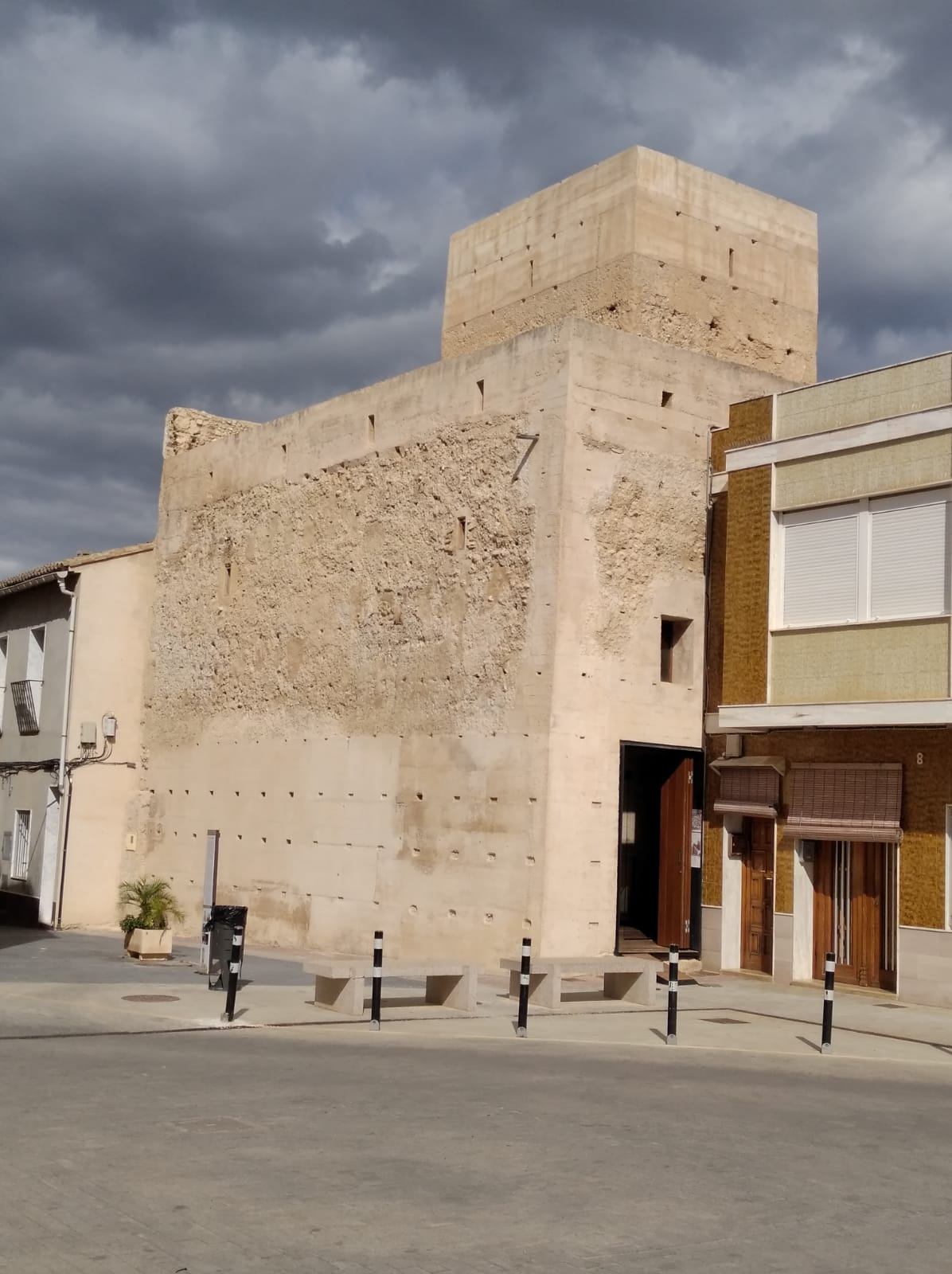

Se trata de una torre cuadrada y unas dependencias que la envuelven en el interior de una manzana, conformada por viviendas,  entre dos de las cuales se localiza. En su base se encuentran varias lápidas de origen romano con inscripciones latinas, lo que hace pensar en un posible origen romano, aunque lo más posible es que se trate de material más antiguo de otra procedencia utilizada para esta obra. Sus muros son de época árabe.

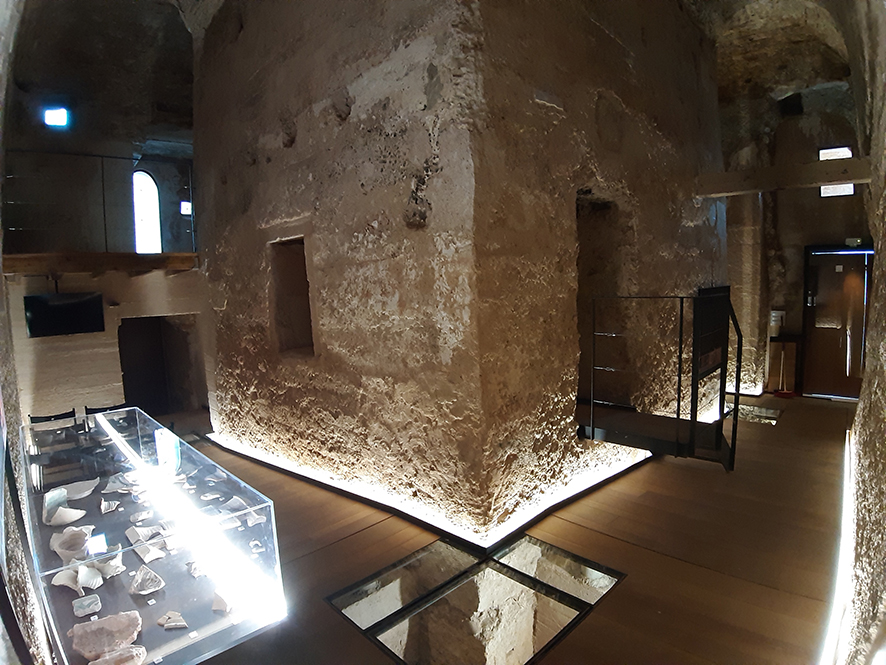
Interior de la Torre, planta baja

Casi con toda probabilidad es de construcción islámica, por la técnica constructiva, aunque no puede descartarse el que fuera una edificación feudal que utilizara materiales y mano de obra musulmana. Igualmente, sólo es posible hacer conjeturas sobre el aspecto y tamaño del castillo al que pertenecía esta torre. Debió tratarse de una pequeña fortificación que defendería la alquería y sus habitantes.
Declarado BIC, del que fuera castillo de Alfarb sólo queda una sólida torre rectangular, en relativo buen estado, construida a base de argamasa y mampostería. En su base se aprecian varias lápidas con inscripciones latinas (en una de ellas puede leerse 'Hercule Invicto'), lo que hace pensar en un posible origen romano, aunque lo más probable es que se trate de material antiguo de otra procedencia reutilizado en esta obra.

## Historia
La torre del castillo de Alfarb  se halla en la parte más alta de la población, frente al río Magro y concretamente en el número 7 de la Plaça de Dalt, rodeada y encajonada por viviendas particulares que la ocultan parcialmente.
Aunque en el término de Alfarb hay importantes yacimientos prehistóricos, el origen de la actual población parece ser una alquería islámica, aunque incluso su topónimo (al-khárb significa "despoblado" o "ruinas") parece indicar la existencia de un poblamiento anterior.
El señorío fue comprado en 1353 por Pere de Centelles. Con posterioridad se integraría en el marquesado de Llombay hasta la abolición de los regímenes feudales. Habitada mayoritariamente por moriscos, quedó deshabitada tras su expulsión, siendo repoblada en 1611 con familias de colonos cristianos.